# Portella dels Tres Vents
La Portella dels Tres Vents és una collada situada a 2.621,3 m alt del límit dels termes comunals de Castell de Vernet, de la comarca del Conflent, i del Tec, de la comarca del Vallespir, tots dos a la Catalunya del Nord).
És a l'extrem nord del terme del Tec, i al sud del de Castell de Vernet. És al nord-oest del Puig dels Tres Vents, damunt de la capçalera de la Comalada.
Hi passen camins i pistes rurals.